# Liste des chapelles du Bas-Rhin
 (novembre 2024).
La liste des chapelles du Bas-Rhin présente les chapelles de culte catholique situées sur le territoire des communes du départements français du Bas-Rhin.
Il est fait état des diverses protections dont elles peuvent bénéficier, et notamment les inscriptions et classements au titre des monuments historiques.
Toutes sont situées dans l'archidiocèse de Strasbourg.

## Liste
| Chapelle                                                                                    | Commune                    | Adresse | Coordonnées                      | Notice         | Protection                                                                                | Date | Illustration                                                                                |
| ------------------------------------------------------------------------------------------- | -------------------------- | ------- | -------------------------------- | -------------- | ----------------------------------------------------------------------------------------- | ---- | ------------------------------------------------------------------------------------------- |
| Chapelle de la tuilerie d'Achenheim                                                         | Achenheim                  |         | 48° 34′ 52″ nord, 7° 38′ 05″ est | « IA67007117 » |                                                                                           |      | Chapelle de la tuilerie d'Achenheim                                                         |
| Chapelle de la Vierge d'Albé                                                                | Albé                       |         | à géolocaliser                   |                |                                                                                           |      | Image manquante Téléverser                                                                  |
| Chapelle du cimetière d'Altenheim                                                           | Altenheim                  |         | 48° 43′ 10″ nord, 7° 27′ 53″ est |                |                                                                                           |      | Chapelle du cimetière d'Altenheim                                                           |
| Chapelle reposoir d'Altenheim                                                               | Altenheim                  |         | 48° 43′ 07″ nord, 7° 27′ 41″ est |                |                                                                                           |      | Image manquante Téléverser                                                                  |
| Chapelle des sœurs Salomon d'Altorf                                                         | Altorf                     |         | 48° 31′ 22″ nord, 7° 31′ 33″ est |                |                                                                                           |      | Chapelle des sœurs Salomon d'Altorf                                                         |
| Chapelle Saint-André d'Andlau                                                               | Andlau                     |         | 48° 22′ 57″ nord, 7° 25′ 22″ est | « IA00115046 » |                                                                                           |      | Chapelle Saint-André d'Andlau                                                               |
| Chapelle de la maison Sainte-Richarde d'Andlau                                              | Andlau                     |         | à géolocaliser                   |                |                                                                                           |      | Chapelle de la maison Sainte-Richarde d'Andlau                                              |
| Chapelle du cimetière d'Andlau                                                              | Andlau                     |         | à géolocaliser                   |                |                                                                                           |      | Image manquante Téléverser                                                                  |
| Chapelle de la Sainte-Croix de Birnenwinkel-les-Bains                                       | Artolsheim                 |         | à géolocaliser                   |                |                                                                                           |      | Chapelle de la Sainte-Croix de Birnenwinkel-les-Bains                                       |
| Chapelle de la Vierge d'Aschbach                                                            | Aschbach                   |         | 48° 56′ 02″ nord, 7° 59′ 21″ est |                |                                                                                           |      | Chapelle de la Vierge d'Aschbach                                                            |
| Chapelle Saint-Ulrich d'Avolsheim                                                           | Avolsheim                  |         | 48° 33′ 44″ nord, 7° 30′ 02″ est | « PA00084593 » | Classé MH                                                                                 | 1862 | Chapelle Saint-Ulrich d'Avolsheim                                                           |
| Chapelle de la Sainte-Famille de Baerendorf                                                 | Baerendorf                 |         | 48° 50′ 13″ nord, 7° 05′ 01″ est | « IA67000739 » |                                                                                           |      | Chapelle de la Sainte-Famille de Baerendorf                                                 |
| Chapelle funéraire de la famille Charlier                                                   | Barembach                  |         | 48° 28′ 53″ nord, 7° 13′ 42″ est | « IA67013032 » |                                                                                           |      | Image manquante Téléverser                                                                  |
| Chapelle Sainte-Anne de Barr                                                                | Barr                       |         | 48° 24′ 11″ nord, 7° 25′ 05″ est |                |                                                                                           |      | Image manquante Téléverser                                                                  |
| Chapelle Saint-Vit de Beinheim                                                              | Beinheim                   |         | 48° 51′ 08″ nord, 8° 03′ 56″ est |                |                                                                                           |      | Chapelle Saint-Vit de Beinheim                                                              |
| Chapelle du Champ-du-Feu de Belmont                                                         | Belmont                    |         | à géolocaliser                   |                |                                                                                           |      | Image manquante Téléverser                                                                  |
| Chapelle du cimetière de Bernardswiller                                                     | Bernardswiller             |         | 48° 27′ 05″ nord, 7° 27′ 31″ est |                |                                                                                           |      | Chapelle du cimetière de Bernardswiller                                                     |
| Chapelle Saint-Fiacre-des-Quatorze-Saints-Intercesseurs de Baumgarten                       | Bernardvillé               |         | 48° 21′ 50″ nord, 7° 24′ 13″ est |                |                                                                                           |      | Chapelle Saint-Fiacre-des-Quatorze-Saints-Intercesseurs de Baumgarten                       |
| Chapelle du cimetière de Bernolsheim                                                        | Bernolsheim                |         | 48° 45′ 17″ nord, 7° 41′ 33″ est |                |                                                                                           |      | Chapelle du cimetière de Bernolsheim                                                        |
| Chapelle du chemin de croix du couvent des Rédemptoristes de Bischenberg                    | Bischoffsheim              |         | à géolocaliser                   |                |                                                                                           |      | Image manquante Téléverser                                                                  |
| Chapelle du cimetière de Bischoffsheim                                                      | Bischoffsheim              |         | à géolocaliser                   |                |                                                                                           |      | Chapelle du cimetière de Bischoffsheim                                                      |
| Chapelle Notre-Dame-des-Sept-Douleurs du couvent des Rédemptoristes de Bischenberg          | Bischoffsheim              |         | 48° 29′ 00″ nord, 7° 28′ 47″ est | « IA00075456 » |                                                                                           |      | Chapelle Notre-Dame-des-Sept-Douleurs du couvent des Rédemptoristes de Bischenberg          |
| Chapelle Sainte-Cécile du cimetière des frères du couvent de Bischenberg                    | Bischoffsheim              |         | 48° 28′ 56″ nord, 7° 28′ 50″ est |                |                                                                                           |      | Chapelle Sainte-Cécile du cimetière des frères du couvent de Bischenberg                    |
| Chapelle double Saint-Vincent-de-Paul et protestante dite Doppel-Kapelle de Hanhoffen       | Bischwiller                |         | à géolocaliser                   |                |                                                                                           |      | Image manquante Téléverser                                                                  |
| Chapelle du Sonnenhof de Bischwiller                                                        | Bischwiller                |         | 48° 46′ 08″ nord, 7° 52′ 05″ est |                |                                                                                           |      | Chapelle du Sonnenhof de Bischwiller                                                        |
| Chapelle Notre-Dame de Bischwiller                                                          | Bischwiller                |         | à géolocaliser                   |                |                                                                                           |      | Chapelle Notre-Dame de Bischwiller                                                          |
| Chapelle Saint-Érasme de Blienschwiller                                                     | Blienschwiller             |         | 48° 20′ 34″ nord, 7° 25′ 22″ est | « IA00115161 » |                                                                                           |      | Chapelle Saint-Érasme de Blienschwiller                                                     |
| Chapelle de la Visitation-de-la-Vierge-Marie de Bossendorf                                  | Bossendorf                 |         | 48° 47′ 05″ nord, 7° 33′ 34″ est |                |                                                                                           |      | Chapelle de la Visitation-de-la-Vierge-Marie de Bossendorf                                  |
| Chapelle de la Vierge de Solamont à Bourg-Bruche                                            | Bourg-Bruche               |         | 48° 21′ 44″ nord, 7° 07′ 16″ est | « IA67013048 » |                                                                                           |      | Image manquante Téléverser                                                                  |
| Chapelle Saint-Georges de Bouxwiller                                                        | Bouxwiller                 |         | 48° 49′ 30″ nord, 7° 29′ 00″ est | « PA00084643 » | Inscrit MH                                                                                | 1987 | Chapelle Saint-Georges de Bouxwiller                                                        |
| Chapelle du cimetière de Bouxwiller                                                         | Bouxwiller                 |         | 48° 49′ 23″ nord, 7° 29′ 10″ est | « IA67009582 » |                                                                                           |      | Chapelle du cimetière de Bouxwiller                                                         |
| Chapelle Saint-Georges de Grisbach-le-Bastberg                                              | Bouxwiller                 |         | 48° 48′ 54″ nord, 7° 26′ 00″ est | « IA67009527 » |                                                                                           |      | Chapelle Saint-Georges de Grisbach-le-Bastberg                                              |
| Chapelle Saint-Dié de Breitenau                                                             | Breitenau                  |         | à géolocaliser                   |                |                                                                                           |      | Chapelle Saint-Dié de Breitenau                                                             |
| Chapelle du cimetière de Breitenbach                                                        | Breitenbach                |         | 48° 21′ 58″ nord, 7° 17′ 31″ est |                |                                                                                           |      | Image manquante Téléverser                                                                  |
| Chapelle Notre-Dame-des-Sept-Douleurs de Breitenbach                                        | Breitenbach                |         | à géolocaliser                   |                |                                                                                           |      | Image manquante Téléverser                                                                  |
| Chapelle de la Heidenkirche                                                                 | Butten                     |         | 48° 57′ 40″ nord, 7° 16′ 40″ est | « PA67000001 » | Inscrit MH Les vestiges médiévaux de l'ancienne église située sur le massif du Katzenkopf | 1996 | Chapelle de la Heidenkirche                                                                 |
| Chapelle avec mont des Oliviers de Bœrsch                                                   | Bœrsch                     |         | 48° 28′ 41″ nord, 7° 26′ 26″ est | « PA00084628 » | Inscrit MH                                                                                | 1930 | Chapelle avec mont des Oliviers de Bœrsch                                                   |
| Chapelle du cimetière de Bœrsch                                                             | Bœrsch                     |         | 48° 28′ 46″ nord, 7° 26′ 17″ est | « IA00075718 » |                                                                                           |      | Chapelle du cimetière de Bœrsch                                                             |
| Chapelle Notre-Dame-des-Neiges-au-Chêne de Saint-Léonard                                    | Bœrsch                     |         | 48° 28′ 06″ nord, 7° 26′ 09″ est | « IA00075719 » |                                                                                           |      | Chapelle Notre-Dame-des-Neiges-au-Chêne de Saint-Léonard                                    |
| Chapelle Sainte-Croix de Châtenois                                                          | Châtenois                  |         | 48° 16′ 12″ nord, 7° 23′ 59″ est | « PA67000047 » | Inscrit MH                                                                                | 2001 | Chapelle Sainte-Croix de Châtenois                                                          |
| Chapelle Sainte-Anne de Châtenois                                                           | Châtenois                  |         | 48° 16′ 19″ nord, 7° 24′ 08″ est |                |                                                                                           |      | Chapelle Sainte-Anne de Châtenois                                                           |
| Chapelle de Climbach                                                                        | Climbach                   |         | 49° 00′ 44″ nord, 7° 51′ 28″ est | « IA67008514 » |                                                                                           |      | Image manquante Téléverser                                                                  |
| Ancienne chapelle à Crastatt                                                                | Crastatt                   |         | à géolocaliser                   |                |                                                                                           |      | Ancienne chapelle à Crastatt                                                                |
| Chapelle Notre-Dame des Champs de Dambach                                                   | Dambach                    |         | 49° 00′ 19″ nord, 7° 37′ 40″ est | « IA67005009 » |                                                                                           |      | Chapelle Notre-Dame des Champs de Dambach                                                   |
| Chapelle des Anges de Neunhoffen                                                            | Dambach                    |         | 49° 01′ 52″ nord, 7° 37′ 22″ est |                |                                                                                           |      | Chapelle des Anges de Neunhoffen                                                            |
| Chapelle Saint-Sébastien de Dambach-la-Ville                                                | Dambach-la-Ville           |         | 48° 19′ 38″ nord, 7° 25′ 12″ est | « PA00084677 » | Classé MH                                                                                 | 1921 | Chapelle Saint-Sébastien de Dambach-la-Ville                                                |
| Chapelle Notre-Dame de Dambach-la-Ville                                                     | Dambach-la-Ville           |         | 48° 19′ 41″ nord, 7° 25′ 24″ est | « PA00084675 » | Inscrit MH                                                                                | 1930 | Chapelle Notre-Dame de Dambach-la-Ville                                                     |
| Chapelle Saint-Jean-Baptiste de Dambach-la-Ville                                            | Dambach-la-Ville           |         | 48° 18′ 59″ nord, 7° 26′ 53″ est | « PA00084676 » | Inscrit MH                                                                                | 1965 | Chapelle Saint-Jean-Baptiste de Dambach-la-Ville                                            |
| Chapelle D'Kapall de Dieffenbach-au-Val                                                     | Dieffenbach-au-Val         |         | 48° 18′ 54″ nord, 7° 19′ 40″ est |                |                                                                                           |      | Chapelle D'Kapall de Dieffenbach-au-Val                                                     |
| Chapelle de Dimbsthal                                                                       | Dimbsthal                  |         | 48° 40′ 20″ nord, 7° 21′ 24″ est |                |                                                                                           |      | Chapelle de Dimbsthal                                                                       |
| Chapelle de la Vierge de Dinsheim-sur-Bruche                                                | Dinsheim-sur-Bruche        |         | 48° 32′ 30″ nord, 7° 25′ 23″ est |                |                                                                                           |      | Chapelle de la Vierge de Dinsheim-sur-Bruche                                                |
| Chapelle de la maison de retraite de Dorlisheim                                             | Dorlisheim                 |         | 48° 31′ 33″ nord, 7° 29′ 26″ est |                |                                                                                           |      | Image manquante Téléverser                                                                  |
| Chapelle de Drachenbronn-Birlenbach                                                         | Drachenbronn-Birlenbach    |         | à géolocaliser                   |                |                                                                                           |      | Image manquante Téléverser                                                                  |
| Chapelle interconfessionnelle de Drachenbronn                                               | Drachenbronn-Birlenbach    |         | à géolocaliser                   |                |                                                                                           |      | Image manquante Téléverser                                                                  |
| Chapelle de Drulingen                                                                       | Drulingen                  |         | à géolocaliser                   |                |                                                                                           |      | Image manquante Téléverser                                                                  |
| Chapelle d'un vœu particulier, non consacrée de Duttlenheim                                 | Duttlenheim                |         | à géolocaliser                   |                |                                                                                           |      | Image manquante Téléverser                                                                  |
| Chapelle de la Vierge-Marie de Feldlach                                                     | Ebersheim                  |         | 48° 18′ 57″ nord, 7° 30′ 50″ est |                |                                                                                           |      | Chapelle de la Vierge-Marie de Feldlach                                                     |
| Chapelle Notre-Dame-de-Lourdes d'Ebersheim                                                  | Ebersheim                  |         | à géolocaliser                   |                |                                                                                           |      | Image manquante Téléverser                                                                  |
| Chapelle du cimetière d'Eckbolsheim                                                         | Eckbolsheim                |         | 48° 34′ 48″ nord, 7° 41′ 05″ est |                |                                                                                           |      | Chapelle du cimetière d'Eckbolsheim                                                         |
| Chapelle du couvent des capucins d'Eckbolsheim                                              | Eckbolsheim                |         | 48° 34′ 35″ nord, 7° 42′ 00″ est |                |                                                                                           |      | Image manquante Téléverser                                                                  |
| Chapelle Saint-Jean-Baptiste d'Eichhoffen                                                   | Eichhoffen                 |         | 48° 23′ 03″ nord, 7° 26′ 33″ est | « PA00084703 » | Inscrit MH                                                                                | 1936 | Chapelle Saint-Jean-Baptiste d'Eichhoffen                                                   |
| Chapelle Sainte-Marguerite d'Epfig                                                          | Epfig                      |         | 48° 21′ 16″ nord, 7° 28′ 40″ est | « PA00084704 » | Classé MH                                                                                 | 1876 | Chapelle Sainte-Marguerite d'Epfig                                                          |
| Chapelle Sainte-Apollonie d'Erckartswiller                                                  | Erckartswiller             |         | 48° 52′ 34″ nord, 7° 21′ 26″ est | « IA67006357 » |                                                                                           |      | Chapelle Sainte-Apollonie d'Erckartswiller                                                  |
| Chapelle Notre-Dame d'Altbronn                                                              | Ergersheim                 |         | 48° 34′ 44″ nord, 7° 31′ 04″ est | « IA67011819 » |                                                                                           |      | Chapelle Notre-Dame d'Altbronn                                                              |
| Chapelle du monastère Notre-Dame-d'Altbronn d'Ergersheim                                    | Ergersheim                 |         | à géolocaliser                   |                |                                                                                           |      | Chapelle du monastère Notre-Dame-d'Altbronn d'Ergersheim                                    |
| Chapelle Saint-Michel d'Ergersheim                                                          | Ergersheim                 |         | 48° 34′ 09″ nord, 7° 33′ 10″ est | « IA67011823 » |                                                                                           |      | Chapelle Saint-Michel d'Ergersheim                                                          |
| Chapelle du cimetière d'Ernolsheim-Bruche                                                   | Ernolsheim-Bruche          |         | 48° 34′ 00″ nord, 7° 34′ 00″ est |                |                                                                                           |      | Chapelle du cimetière d'Ernolsheim-Bruche                                                   |
| Chapelle de la maison de retraite d'Erstein                                                 | Erstein                    |         | 48° 25′ 20″ nord, 7° 39′ 38″ est |                |                                                                                           |      | Chapelle de la maison de retraite d'Erstein                                                 |
| Chapelle de la Vierge de Krafft                                                             | Erstein                    |         | à géolocaliser                   |                |                                                                                           |      | Image manquante Téléverser                                                                  |
| Chapelle du centre hospitalier de Krafft                                                    | Erstein                    |         | 48° 25′ 46″ nord, 7° 41′ 00″ est |                |                                                                                           |      | Image manquante Téléverser                                                                  |
| Chapelle Habergarten d'Erstein                                                              | Erstein                    |         | à géolocaliser                   |                |                                                                                           |      | Image manquante Téléverser                                                                  |
| Chapelle Saint-Sébastien de Wibolsheim                                                      | Eschau                     |         | à géolocaliser                   |                |                                                                                           |      | Image manquante Téléverser                                                                  |
| Chapelle Saint-Wendelin d'Eschbach                                                          | Eschbach                   |         | à géolocaliser                   |                |                                                                                           |      | Chapelle Saint-Wendelin d'Eschbach                                                          |
| Chapelle de la rue du Stade d'Eschbach                                                      | Eschbach                   |         | 48° 52′ 21″ nord, 7° 44′ 15″ est |                |                                                                                           |      | Chapelle de la rue du Stade d'Eschbach                                                      |
| Chapelle Saint-Ulrich de Fegersheim                                                         | Fegersheim                 |         | 48° 29′ 39″ nord, 7° 41′ 45″ est | « IA00023137 » |                                                                                           |      | Chapelle Saint-Ulrich de Fegersheim                                                         |
| Chapelle Sainte-Marguerite de Fessenheim-le-Bas                                             | Fessenheim-le-Bas          |         | 48° 38′ 03″ nord, 7° 33′ 27″ est | « PA00084711 » | Inscrit MH                                                                                | 1968 | Chapelle Sainte-Marguerite de Fessenheim-le-Bas                                             |
| Chapelle Notre-Dame-Auxiliatrice de Noirceux                                                | Fouchy                     |         | 48° 18′ 54″ nord, 7° 15′ 39″ est | « IA67010393 » |                                                                                           |      | Chapelle Notre-Dame-Auxiliatrice de Noirceux                                                |
| Chapelle Saint-Léger de Friedolsheim                                                        | Friedolsheim               |         | 48° 42′ 27″ nord, 7° 29′ 11″ est | « IA67009133 » |                                                                                           |      | Chapelle Saint-Léger de Friedolsheim                                                        |
| Chapelle des Sœurs de la Divine-Providence de Friedolsheim                                  | Friedolsheim               |         | à géolocaliser                   |                |                                                                                           |      | Image manquante Téléverser                                                                  |
| Chapelle de Zelsheim                                                                        | Friesenheim                |         | 48° 17′ 53″ nord, 7° 38′ 34″ est |                |                                                                                           |      | Chapelle de Zelsheim                                                                        |
| Chapelle Notre-Dame-du-Perpétuel-Secours, des Saints-Auxiliateurs de Neunkirch              | Friesenheim                |         | 48° 18′ 44″ nord, 7° 38′ 08″ est | « IA00023561 » |                                                                                           |      | Chapelle Notre-Dame-du-Perpétuel-Secours, des Saints-Auxiliateurs de Neunkirch              |
| Chapelle Saint-Pierre-et-Saint-Paul de Zelsheim                                             | Friesenheim                |         | à géolocaliser                   |                |                                                                                           |      | Image manquante Téléverser                                                                  |
| Chapelle Notre-Dame-et-Saint-Quirin de Gambsheim                                            | Gambsheim                  |         | 48° 41′ 41″ nord, 7° 53′ 11″ est | « IA00119254 » |                                                                                           |      | Chapelle Notre-Dame-et-Saint-Quirin de Gambsheim                                            |
| Chapelle du cimetière de Gambsheim                                                          | Gambsheim                  |         | à géolocaliser                   |                |                                                                                           |      | Chapelle du cimetière de Gambsheim                                                          |
| Chapelle Notre-Dame-des-Sept-Douleurs d'Hattisheim                                          | Geispolsheim               |         | 48° 29′ 39″ nord, 7° 37′ 59″ est | « IA00023180 » |                                                                                           |      | Chapelle Notre-Dame-des-Sept-Douleurs d'Hattisheim                                          |
| Chapelle Saint-Laurent de Gougenheim                                                        | Gougenheim                 |         | 48° 42′ 14″ nord, 7° 34′ 01″ est | « IA67005583 » |                                                                                           |      | Chapelle Saint-Laurent de Gougenheim                                                        |
| Chapelle de Grendelbruch                                                                    | Grendelbruch               |         | à géolocaliser                   |                |                                                                                           |      | Image manquante Téléverser                                                                  |
| Chapelle des Quatorze-Saints-Intercesseurs de Muckenbach                                    | Grendelbruch               |         | à géolocaliser                   |                |                                                                                           |      | Image manquante Téléverser                                                                  |
| Chapelle Sainte-Catherine de Grendelbruch                                                   | Grendelbruch               |         | à géolocaliser                   |                |                                                                                           |      | Image manquante Téléverser                                                                  |
| Chapelle du cimetière de Griesheim-près-Molsheim                                            | Griesheim-près-Molsheim    |         | 48° 30′ 02″ nord, 7° 32′ 03″ est |                |                                                                                           |      | Chapelle du cimetière de Griesheim-près-Molsheim                                            |
| Chapelle du Carmel de Marienthal                                                            | Haguenau                   |         | 48° 46′ 45″ nord, 7° 49′ 09″ est | « IA00062023 » |                                                                                           |      | Chapelle du Carmel de Marienthal                                                            |
| Chapelle de la Maison Saint-Gérard de Haguenau                                              | Haguenau                   |         | à géolocaliser                   |                |                                                                                           |      | Image manquante Téléverser                                                                  |
| Chapelle de l'Immaculée-Conception de Haguenau                                              | Haguenau                   |         | à géolocaliser                   |                |                                                                                           |      | Image manquante Téléverser                                                                  |
| Chapelle des Confessions de Marienthal                                                      | Haguenau                   |         | à géolocaliser                   |                |                                                                                           |      | Image manquante Téléverser                                                                  |
| Chapelle du château Hallez de Haguenau                                                      | Haguenau                   |         | à géolocaliser                   |                |                                                                                           |      | Chapelle du château Hallez de Haguenau                                                      |
| Chapelle du couvent des Annonciades de Haguenau                                             | Haguenau                   |         | 48° 48′ 47″ nord, 7° 47′ 33″ est | « IA00061906 » |                                                                                           |      | Chapelle du couvent des Annonciades de Haguenau                                             |
| Chapelle Saint-Arbogast de Gros-Chêne                                                       | Haguenau                   |         | à géolocaliser                   |                |                                                                                           |      | Chapelle Saint-Arbogast de Gros-Chêne                                                       |
| Chapelle Saint-Christophe de Marienthal                                                     | Haguenau                   |         | à géolocaliser                   |                |                                                                                           |      | Image manquante Téléverser                                                                  |
| Chapelle des Missions africaines d'Haguenau                                                 | Haguenau                   |         | 48° 48′ 04″ nord, 7° 47′ 51″ est |                |                                                                                           |      | Chapelle des Missions africaines d'Haguenau                                                 |
| Chapelle du cimetière Saint-Nicolas de Haguenau                                             | Haguenau                   |         | 48° 49′ 18″ nord, 7° 47′ 17″ est |                |                                                                                           |      | Chapelle du cimetière Saint-Nicolas de Haguenau                                             |
| Chapelle du château de Landsberg de Heiligenstein                                           | Heiligenstein              |         | 48° 25′ 12″ nord, 7° 25′ 23″ est |                |                                                                                           |      | Chapelle du château de Landsberg de Heiligenstein                                           |
| Chapelle sépulcrale dédiée à Sainte-Marie de Herbitzheim                                    | Herbitzheim                |         | 49° 00′ 51″ nord, 7° 04′ 52″ est |                |                                                                                           |      | Image manquante Téléverser                                                                  |
| Chapelle du Sacré-Cœur-de-Jésus-et-Notre-Dame-de-Lourdes de Hessenheim                      | Hessenheim                 |         | 48° 12′ 24″ nord, 7° 32′ 49″ est |                |                                                                                           |      | Chapelle du Sacré-Cœur-de-Jésus-et-Notre-Dame-de-Lourdes de Hessenheim                      |
| Chapelle Saint-Martin de l'orphelinat du Willerhof                                          | Hilsenheim                 |         | 48° 17′ 24″ nord, 7° 32′ 39″ est | « IA67011919 » |                                                                                           |      | Image manquante Téléverser                                                                  |
| Chapelle de l'Immaculée-Conception de l'orphelinat La Providence de Hilsenheim              | Hilsenheim                 |         | 48° 17′ 07″ nord, 7° 33′ 37″ est | « IA67011917 » |                                                                                           |      | Image manquante Téléverser                                                                  |
| Chapelle de la Vierge de Hilsenheim                                                         | Hilsenheim                 |         | 48° 28′ 05″ nord, 7° 38′ 20″ est | « IA00023299 » |                                                                                           |      | Chapelle de la Vierge de Hilsenheim                                                         |
| Chapelle Saint-Ludan de Hipsheim                                                            | Hipsheim                   |         | 48° 28′ 05″ nord, 7° 39′ 57″ est | « PA00084746 » | Inscrit MH Chapelle Saint-Ludan y compris le tombeau du Saint                             | 1968 | Chapelle Saint-Ludan de Hipsheim                                                            |
| Chapelle de Hipsheim                                                                        | Hipsheim                   |         | 48° 28′ 00″ nord, 7° 40′ 31″ est |                |                                                                                           |      | Chapelle de Hipsheim                                                                        |
| Chapelle Saint-Wendelin de Hipsheim                                                         | Hipsheim                   |         | 48° 28′ 01″ nord, 7° 40′ 34″ est | « IA00023334 » |                                                                                           |      | Chapelle Saint-Wendelin de Hipsheim                                                         |
| Chapelle Saint-Wendelin de Hochfelden                                                       | Hochfelden                 |         | 48° 45′ 26″ nord, 7° 33′ 59″ est | « PA00084747 » | Inscrit MH                                                                                | 1982 | Chapelle Saint-Wendelin de Hochfelden                                                       |
| Chapelle du cimetière de Hochfelden                                                         | Hochfelden                 |         | 48° 45′ 46″ nord, 7° 34′ 08″ est |                |                                                                                           |      | Chapelle du cimetière de Hochfelden                                                         |
| Chapelle de l'Immaculée-Conception de Nachbruch                                             | Hochstett                  |         | 48° 46′ 20″ nord, 7° 40′ 14″ est |                |                                                                                           |      | Chapelle de l'Immaculée-Conception de Nachbruch                                             |
| Chapelle Saint-Wendelin de Gœftberg                                                         | Hohengœft                  |         | 48° 39′ 30″ nord, 7° 28′ 47″ est |                |                                                                                           |      | Chapelle Saint-Wendelin de Gœftberg                                                         |
| Chapelle de l'ouvrage de Schœnenbourg                                                       | Hunspach                   |         | 48° 57′ 59″ nord, 7° 54′ 44″ est |                |                                                                                           |      | Chapelle de l'ouvrage de Schœnenbourg                                                       |
| Chapelle Notre-Dame du Grasweg                                                              | Huttenheim                 |         | 48° 21′ 31″ nord, 7° 34′ 34″ est | « PA67000055 » | Inscrit MH                                                                                | 2002 | Chapelle Notre-Dame du Grasweg                                                              |
| Chapelle du cimetière de Huttenheim                                                         | Huttenheim                 |         | 48° 21′ 31″ nord, 7° 34′ 34″ est |                |                                                                                           |      | Image manquante Téléverser                                                                  |
| Chapelle Saint-Jean de Hœnheim                                                              | Hœnheim                    |         | 48° 37′ 16″ nord, 7° 45′ 20″ est |                |                                                                                           |      | Chapelle Saint-Jean de Hœnheim                                                              |
| Chapelle du centre hospitalier spécialisé de Hœrdt                                          | Hœrdt                      |         | 48° 40′ 19″ nord, 7° 46′ 41″ est |                |                                                                                           |      | Image manquante Téléverser                                                                  |
| Chapelle du Loup-et-de-la-Chèvre ou Notre-Dame-des-Sept-Douleurs d'Innenheim                | Innenheim                  |         | à géolocaliser                   |                |                                                                                           |      | Chapelle du Loup-et-de-la-Chèvre ou Notre-Dame-des-Sept-Douleurs d'Innenheim                |
| Chapelle de l'Aigle de Kintzheim                                                            | Kintzheim                  |         | 48° 16′ 41″ nord, 7° 21′ 33″ est |                |                                                                                           |      | Chapelle de l'Aigle de Kintzheim                                                            |
| Chapelle Notre-Dame-du-Bon-Secours de Kintzheim                                             | Kintzheim                  |         | à géolocaliser                   |                |                                                                                           |      | Chapelle Notre-Dame-du-Bon-Secours de Kintzheim                                             |
| Chapelle Saint-Alban de Kleingœft                                                           | Kleingœft                  |         | 48° 41′ 46″ nord, 7° 26′ 58″ est | « PA00084758 » | Inscrit MH                                                                                | 1965 | Chapelle Saint-Alban de Kleingœft                                                           |
| Chapelle du cimetière de Knœrsheim                                                          | Knœrsheim                  |         | 48° 40′ 48″ nord, 7° 27′ 41″ est | « IA67007679 » |                                                                                           |      | Chapelle du cimetière de Knœrsheim                                                          |
| Chapelle de la Vierge-de-Douleur de Krautergersheim                                         | Krautergersheim            |         | 48° 28′ 34″ nord, 7° 33′ 49″ est | « IA00023844 » |                                                                                           |      | Chapelle de la Vierge-de-Douleur de Krautergersheim                                         |
| Chapelle Sainte-Barbe de Kuttolsheim                                                        | Kuttolsheim                |         | 48° 38′ 42″ nord, 7° 31′ 15″ est | « PA00084765 » | Inscrit MH                                                                                | 1987 | Chapelle Sainte-Barbe de Kuttolsheim                                                        |
| Chapelle du Mont-des-Oliviers de Kuttolsheim                                                | Kuttolsheim                |         | à géolocaliser                   |                |                                                                                           |      | Image manquante Téléverser                                                                  |
| Chapelle Notre-Dame-de-la-Paix d'Oberkutzhausen                                             | Kutzenhausen               |         | à géolocaliser                   |                |                                                                                           |      | Chapelle Notre-Dame-de-la-Paix d'Oberkutzhausen                                             |
| Chapelle d'Albet                                                                            | La Broque                  |         | à géolocaliser                   |                |                                                                                           |      | Image manquante Téléverser                                                                  |
| Chapelle Notre-Dame de Fréconrupt                                                           | La Broque                  |         | 48° 28′ 20″ nord, 7° 11′ 00″ est | « IA67013085 » |                                                                                           |      | Image manquante Téléverser                                                                  |
| Chapelle Saint-Louis de La Petite-Pierre                                                    | La Petite-Pierre           |         | à géolocaliser                   |                |                                                                                           |      | Chapelle Saint-Louis de La Petite-Pierre                                                    |
| Chapelle Notre-Dame de Charbes                                                              | Lalaye                     |         | à géolocaliser                   |                |                                                                                           |      | Image manquante Téléverser                                                                  |
| Chapelle de Langensoultzbach                                                                | Langensoultzbach           |         | 48° 58′ 04″ nord, 7° 43′ 59″ est |                |                                                                                           |      | Chapelle de Langensoultzbach                                                                |
| Chapelle Notre-Dame-du-Bon-Secours de Lauterbourg                                           | Lauterbourg                |         | 48° 58′ 13″ nord, 8° 10′ 59″ est |                |                                                                                           |      | Chapelle Notre-Dame-du-Bon-Secours de Lauterbourg                                           |
| Chapelle du Hohwald                                                                         | Le Hohwald                 |         | à géolocaliser                   |                |                                                                                           |      | Image manquante Téléverser                                                                  |
| Chapelle castrale de Lichtenberg                                                            | Lichtenberg                |         | 48° 55′ 16″ nord, 7° 29′ 13″ est |                |                                                                                           |      | Chapelle castrale de Lichtenberg                                                            |
| Ancienne chapelle à Littenheim                                                              | Littenheim                 |         | à géolocaliser                   |                |                                                                                           |      | Ancienne chapelle à Littenheim                                                              |
| Chapelle ossuaire de Lupstein                                                               | Lupstein                   |         | à géolocaliser                   |                |                                                                                           |      | Image manquante Téléverser                                                                  |
| Chapelle Sainte-Barbe de Lupstein                                                           | Lupstein                   |         | 48° 43′ 39″ nord, 7° 28′ 40″ est | « IA00055592 » |                                                                                           |      | Chapelle Sainte-Barbe de Lupstein                                                           |
| Chapelle du cimetière de Lutzelhouse                                                        | Lupstein                   |         | 48° 31′ 22″ nord, 7° 17′ 12″ est |                |                                                                                           |      | Image manquante Téléverser                                                                  |
| Chapelle Notre-Dame-du-Bon-Secours de Lutzelhouse                                           | Lupstein                   |         | à géolocaliser                   |                |                                                                                           |      | Image manquante Téléverser                                                                  |
| Chapelle Saint-François de Lutzelhouse                                                      | Lupstein                   |         | 48° 31′ 21″ nord, 7° 17′ 48″ est |                |                                                                                           |      | Image manquante Téléverser                                                                  |
| Chapelle Sainte-Marie de Mackenheim                                                         | Mackenheim                 |         | 48° 11′ 02″ nord, 7° 34′ 09″ est | « IA67010695 » |                                                                                           |      | Chapelle Sainte-Marie de Mackenheim                                                         |
| Chapelle gréco-catholique du foyer ukrainien de Mackwiller                                  | Mackwiller                 |         | à géolocaliser                   |                |                                                                                           |      | Image manquante Téléverser                                                                  |
| Chapelle de la Vierge-des-Sept-Douleurs de Maennolsheim                                     | Maennolsheim               |         | à géolocaliser                   |                |                                                                                           |      | Chapelle de la Vierge-des-Sept-Douleurs de Maennolsheim                                     |
| Chapelle de Maisonsgoutte                                                                   | Maisonsgoutte              |         | à géolocaliser                   |                |                                                                                           |      | Image manquante Téléverser                                                                  |
| Chapelle Saint-Grégoire de Mauchen                                                          | Marckolsheim               |         | 48° 07′ 56″ nord, 7° 32′ 45″ est | « IA67010685 » |                                                                                           |      | Chapelle Saint-Grégoire de Mauchen                                                          |
| Chapelle de la Vierge-Douloureuse de Marlenberg                                             | Marlenheim                 |         | à géolocaliser                   |                |                                                                                           |      | Chapelle de la Vierge-Douloureuse de Marlenberg                                             |
| Chapelle Saint-Denis de Marmoutier                                                          | Marmoutier                 |         | 48° 41′ 17″ nord, 7° 22′ 55″ est | « IA67007725 » |                                                                                           |      | Chapelle Saint-Denis de Marmoutier                                                          |
| Chapelle Saint-Joseph de Matzenheim                                                         | Matzenheim                 |         | à géolocaliser                   |                |                                                                                           |      | Image manquante Téléverser                                                                  |
| Chapelle du cimetière de Meistratzheim                                                      | Meistratzheim              |         | 48° 26′ 51″ nord, 7° 32′ 28″ est | « PA00084788 » | Classé MH Tour, chœur, autels latéraux et panneaux de la tribune d'orgue                  | 1924 | Chapelle du cimetière de Meistratzheim                                                      |
| Chapelle de Laubenheim                                                                      | Mollkirch                  |         | 48° 29′ 36″ nord, 7° 23′ 06″ est | « PA00084792 » | Inscrit MH                                                                                | 2014 | Chapelle de Laubenheim                                                                      |
| Chapelle Saint-Valentin de Guirbaden                                                        | Mollkirch                  |         | à géolocaliser                   |                |                                                                                           |      | Chapelle Saint-Valentin de Guirbaden                                                        |
| Chapelle Notre-Dame de Molsheim                                                             | Molsheim                   |         | 48° 32′ 26″ nord, 7° 29′ 40″ est | « PA67000056 » | Inscrit MH                                                                                | 2002 | Chapelle Notre-Dame de Molsheim                                                             |
| Chapelle des Enfants-de-Marie de Molsheim                                                   | Molsheim                   |         | à géolocaliser                   |                |                                                                                           |      | Chapelle des Enfants-de-Marie de Molsheim                                                   |
| Chapelle Saint-Ulrich de Morschwiller                                                       | Morschwiller               |         | à géolocaliser                   |                |                                                                                           |      | Image manquante Téléverser                                                                  |
| Chapelle du cimetière de Mothern                                                            | Morschwiller               |         | 48° 55′ 50″ nord, 8° 09′ 07″ est |                |                                                                                           |      | Image manquante Téléverser                                                                  |
| Chapelle funéraire de la famille Muller                                                     | Muhlbach-sur-Bruche        |         | 48° 31′ 23″ nord, 7° 18′ 52″ est | « PA00085305 » | Inscrit MH                                                                                | 1992 | Image manquante Téléverser                                                                  |
| Chapelle Sainte-Philomène de Mulhausen                                                      | Mulhausen                  |         | 48° 52′ 52″ nord, 7° 33′ 06″ est |                |                                                                                           |      | Chapelle Sainte-Philomène de Mulhausen                                                      |
| Chapelle de la Vierge de Munchhausen                                                        | Munchhausen                |         | à géolocaliser                   |                |                                                                                           |      | Chapelle de la Vierge de Munchhausen                                                        |
| Chapelle Saint-Jacques de Mutzig                                                            | Mutzig                     |         | 48° 32′ 07″ nord, 7° 28′ 18″ est | « PA00084812 » | Inscrit MH                                                                                | 1931 | Chapelle Saint-Jacques de Mutzig                                                            |
| Chapelle Saint-Wendelin de Mutzig                                                           | Mutzig                     |         | 48° 32′ 23″ nord, 7° 26′ 20″ est | « PA00084813 » | Inscrit MH                                                                                | 1977 | Chapelle Saint-Wendelin de Mutzig                                                           |
| Chapelle de la Trinité de Mutzig                                                            | Mutzig                     |         | à géolocaliser                   |                |                                                                                           |      | Chapelle de la Trinité de Mutzig                                                            |
| Chapelle Notre-Dame-de-Lorette de Mutzig                                                    | Mutzig                     |         | à géolocaliser                   |                |                                                                                           |      | Chapelle Notre-Dame-de-Lorette de Mutzig                                                    |
| Chapelle Notre-Dame-des-Sept-Douleurs de Mutzig                                             | Mutzig                     |         | à géolocaliser                   |                |                                                                                           |      | Chapelle Notre-Dame-des-Sept-Douleurs de Mutzig                                             |
| Chapelle Notre-Dame-de-Lourdes de Natzwiller                                                | Natzwiller                 |         | 48° 26′ 22″ nord, 7° 14′ 58″ est |                |                                                                                           |      | Chapelle Notre-Dame-de-Lourdes de Natzwiller                                                |
| Chapelle Saint-Antoine de Neewiller-près-Lauterbourg                                        | Neewiller-près-Lauterbourg |         | à géolocaliser                   |                |                                                                                           |      | Chapelle Saint-Antoine de Neewiller-près-Lauterbourg                                        |
| Chapelle Marie-Auxiliatrice dite chapelle du Chéna de Hirtzelbach                           | Neuve-Église               |         | à géolocaliser                   |                |                                                                                           |      | Image manquante Téléverser                                                                  |
| Chapelle Notre-Dame dite aussi Notre-Dame-des-Foyers ou chapelle de Renfeld de Neuve-Église | Neuve-Église               |         | à géolocaliser                   |                |                                                                                           |      | Chapelle Notre-Dame dite aussi Notre-Dame-des-Foyers ou chapelle de Renfeld de Neuve-Église |
| Chapelle Saint-Nicolas de Neuwiller-lès-Saverne                                             | Neuwiller-lès-Saverne      |         | 48° 49′ 25″ nord, 7° 24′ 18″ est | « PA00085272 » | Inscrit MH Totalité des vestiges, y compris le sol                                        | 1989 | Chapelle Saint-Nicolas de Neuwiller-lès-Saverne                                             |
| Chapelle Saint-Martin de Niederhaslach                                                      | Niederhaslach              |         | 48° 32′ 44″ nord, 7° 20′ 31″ est |                |                                                                                           |      | Chapelle Saint-Martin de Niederhaslach                                                      |
| Chapelle Saint-Antoine de Niederhausbergen                                                  | Niederhausbergen           |         | à géolocaliser                   |                |                                                                                           |      | Image manquante Téléverser                                                                  |
| Chapelle Notre-Dame-du-Chêne de Niederlauterbach                                            | Niederlauterbach           |         | à géolocaliser                   |                |                                                                                           |      | Chapelle Notre-Dame-du-Chêne de Niederlauterbach                                            |
| Chapelle du château de Landsberg de Niedernai                                               | Niedernai                  |         | à géolocaliser                   |                |                                                                                           |      | Image manquante Téléverser                                                                  |
| Chapelle Saint-Ludan de Nordhouse                                                           | Nordhouse                  |         | 48° 26′ 54″ nord, 7° 40′ 03″ est | « IA00023368 » |                                                                                           |      | Chapelle Saint-Ludan de Nordhouse                                                           |
| Chapelle Notre-Dame de Breitenwasen                                                         | Oberbronn                  |         | à géolocaliser                   |                |                                                                                           |      | Image manquante Téléverser                                                                  |
| Grande chapelle du couvent du Très-Saint-Sauveur d'Oberbronn                                | Oberbronn                  |         | 48° 56′ 35″ nord, 7° 36′ 35″ est |                |                                                                                           |      | Grande chapelle du couvent du Très-Saint-Sauveur d'Oberbronn                                |
| Chapelle de Gensbourg                                                                       | Oberhaslach                |         | à géolocaliser                   |                |                                                                                           |      | Image manquante Téléverser                                                                  |
| Chapelle Saint-Florent d'Oberhaslach                                                        | Oberhaslach                |         | 48° 33′ 04″ nord, 7° 19′ 37″ est | « IA67011329 » |                                                                                           |      | Chapelle Saint-Florent d'Oberhaslach                                                        |
| Chapelle Sainte-Odile d'Oberhausbergen                                                      | Oberhausbergen             |         | 48° 36′ 15″ nord, 7° 41′ 33″ est |                |                                                                                           |      | Chapelle Sainte-Odile d'Oberhausbergen                                                      |
| Chapelle de la Vierge d'Oberlauterbach                                                      | Oberlauterbach             |         | à géolocaliser                   |                |                                                                                           |      | Chapelle de la Vierge d'Oberlauterbach                                                      |
| Chapelle Notre-Dame d'Obernai                                                               | Obernai                    |         | 48° 27′ 45″ nord, 7° 28′ 54″ est |                |                                                                                           |      | Chapelle Notre-Dame d'Obernai                                                               |
| Chapelle du cimetière d'Obernai                                                             | Obernai                    |         | 48° 27′ 50″ nord, 7° 28′ 54″ est | « PA00084848 » | Inscrit MH                                                                                | 1929 | Chapelle du cimetière d'Obernai                                                             |
| Chapelle du château d'Hell-Oberkirch d'Obernai                                              | Obernai                    |         | à géolocaliser                   |                |                                                                                           |      | Chapelle du château d'Hell-Oberkirch d'Obernai                                              |
| Chapelle du couvent des Capucins d'Obernai                                                  | Obernai                    |         | 48° 27′ 45″ nord, 7° 28′ 39″ est | « IA00023936 » |                                                                                           |      | Chapelle du couvent des Capucins d'Obernai                                                  |
| Chapelle Notre-Dame d'Oberschaeffolsheim                                                    | Oberschaeffolsheim         |         | 48° 35′ 12″ nord, 7° 38′ 45″ est | « IA67007928 » |                                                                                           |      | Chapelle Notre-Dame d'Oberschaeffolsheim                                                    |
| Chapelle Sainte-Marie d'Odratzheim                                                          | Odratzheim                 |         | à géolocaliser                   |                |                                                                                           |      | Chapelle Sainte-Marie d'Odratzheim                                                          |
| Chapelle de la Vierge d'Ohlungen                                                            | Ohlungen                   |         | 48° 48′ 46″ nord, 7° 41′ 15″ est | « PA00084874 » | Inscrit MH Plaque d'inscription et cruxifix en pierre                                     | 1935 | Chapelle de la Vierge d'Ohlungen                                                            |
| Chapelle Saint-Joseph d'Orschwiller                                                         | Orschwiller                |         | 48° 14′ 28″ nord, 7° 23′ 04″ est | « IA00124521 » |                                                                                           |      | Chapelle Saint-Joseph d'Orschwiller                                                         |
| Chapelle du Haut-Kœnigsbourg                                                                | Orschwiller                |         | 48° 14′ 58″ nord, 7° 20′ 39″ est |                |                                                                                           |      | Chapelle du Haut-Kœnigsbourg                                                                |
| Chapelle Saint-Wolfgang, chapelle funéraire des Zorn-de-Bulach d'Osthouse                   | Osthouse                   |         | à géolocaliser                   |                |                                                                                           |      | Image manquante Téléverser                                                                  |
| Chapelle Saint-Oswald anciennement église Saint-Oswald d'Ostwald                            | Ostwald                    |         | à géolocaliser                   | « IA00023072 » |                                                                                           |      | Chapelle Saint-Oswald anciennement église Saint-Oswald d'Ostwald                            |
| Chapelle Sainte-Barbe de Barbarakopf                                                        | Ottersthal                 |         | 48° 45′ 30″ nord, 7° 20′ 45″ est |                |                                                                                           |      | Image manquante Téléverser                                                                  |
| Chapelle Saint-Urbain d'Ottersthal                                                          | Ottersthal                 |         | 48° 45′ 16″ nord, 7° 21′ 25″ est |                |                                                                                           |      | Chapelle Saint-Urbain d'Ottersthal                                                          |
| Chapelle Saint-Wendelin d'Otterswiller                                                      | Otterswiller               |         | 48° 43′ 49″ nord, 7° 22′ 31″ est |                |                                                                                           |      | Chapelle Saint-Wendelin d'Otterswiller                                                      |
| Chapelle Saint-Nicolas d'Ottrott                                                            | Ottrott                    |         | 48° 27′ 33″ nord, 7° 25′ 51″ est | « PA67000043 » | Inscrit MH                                                                                | 2000 | Chapelle Saint-Nicolas d'Ottrott                                                            |
| Chapelle des anges de Mont Sainte-Odile                                                     | Ottrott                    |         | 48° 26′ 18″ nord, 7° 24′ 21″ est |                |                                                                                           |      | Chapelle des anges de Mont Sainte-Odile                                                     |
| Chapelle des larmes de Mont Sainte-Odile                                                    | Ottrott                    |         | 48° 26′ 17″ nord, 7° 24′ 21″ est |                |                                                                                           |      | Chapelle des larmes de Mont Sainte-Odile                                                    |
| Chapelle de Champenay                                                                       | Plaine                     |         | à géolocaliser                   |                |                                                                                           |      | Image manquante Téléverser                                                                  |
| Chapelle de Diespach                                                                        | Plaine                     |         | à géolocaliser                   |                |                                                                                           |      | Image manquante Téléverser                                                                  |
| Chapelle de Poutay                                                                          | Plaine                     |         | à géolocaliser                   |                |                                                                                           |      | Image manquante Téléverser                                                                  |
| Chapelle Sainte-Marie-du-Chêne de Plobsheim                                                 | Plobsheim                  |         | 48° 27′ 35″ nord, 7° 42′ 49″ est | « PA00084895 » | Inscrit MH                                                                                | 1930 | Chapelle Sainte-Marie-du-Chêne de Plobsheim                                                 |
| Chapelle du Kempferhof de Plobsheim                                                         | Plobsheim                  |         | à géolocaliser                   |                |                                                                                           |      | Image manquante Téléverser                                                                  |
| Chapelle Notre-Dame-des-Malades de Ranrupt                                                  | Ranrupt                    |         | 48° 22′ 37″ nord, 7° 11′ 48″ est | « IA67013075 » |                                                                                           |      | Image manquante Téléverser                                                                  |
| Chapelle Saint-Joseph de Stampoumont                                                        | Ranrupt                    |         | 48° 22′ 12″ nord, 7° 10′ 24″ est | « IA67013076 » |                                                                                           |      | Image manquante Téléverser                                                                  |
| Chapelle Notre-Dame-du-Bon-Secours de Reichshoffen                                          | Reichshoffen               |         | 48° 56′ 38″ nord, 7° 40′ 18″ est | « IA00123509 » |                                                                                           |      | Chapelle Notre-Dame-du-Bon-Secours de Reichshoffen                                          |
| Chapelle Saint-Léger de Reinhardsmunster                                                    | Reinhardsmunster           |         | à géolocaliser                   |                |                                                                                           |      | Chapelle Saint-Léger de Reinhardsmunster                                                    |
| Chapelle Saint-Wendelin de Reipertswiller                                                   | Reipertswiller             |         | à géolocaliser                   |                |                                                                                           |      | Image manquante Téléverser                                                                  |
| Chapelle de Riedseltz                                                                       | Riedseltz                  |         | à géolocaliser                   |                |                                                                                           |      | Image manquante Téléverser                                                                  |
| Chapelle de la Vierge-des-Sept-Douleurs de Rosheim                                          | Rosheim                    |         | 48° 29′ 40″ nord, 7° 29′ 24″ est | « IA00075701 » |                                                                                           |      | Chapelle de la Vierge-des-Sept-Douleurs de Rosheim                                          |
| Chapelle du cimetière de Rosheim                                                            | Rosheim                    |         | à géolocaliser                   |                |                                                                                           |      | Image manquante Téléverser                                                                  |
| Chapelle du couvent des bénédictines de Rosheim                                             | Rosheim                    |         | à géolocaliser                   |                |                                                                                           |      | Image manquante Téléverser                                                                  |
| Chapelle moderne de Bruderberg                                                              | Rosheim                    |         | à géolocaliser                   |                |                                                                                           |      | Chapelle moderne de Bruderberg                                                              |
| Chapelle Notre-Dame-du-Bon-Secours de Rosheim                                               | Rosheim                    |         | à géolocaliser                   | « IA00075641 » |                                                                                           |      | Chapelle Notre-Dame-du-Bon-Secours de Rosheim                                               |
| Chapelle de Russ                                                                            | Russ                       |         | à géolocaliser                   |                |                                                                                           |      | Image manquante Téléverser                                                                  |
| Chapelle Saint-Joseph de Schwartzbach                                                       | Russ                       |         | 48° 30′ 10″ nord, 7° 16′ 59″ est | « IA67013307 » |                                                                                           |      | Image manquante Téléverser                                                                  |
| Chapelle mortuaire des sires de Fleckenstein de Rœschwoog                                   | Rœschwoog                  |         | 48° 49′ 31″ nord, 8° 02′ 24″ est | « IA00123756 » |                                                                                           |      | Chapelle mortuaire des sires de Fleckenstein de Rœschwoog                                   |
| Chapelle Sainte-Barbe de Saales                                                             | Saales                     |         | 48° 21′ 12″ nord, 7° 06′ 22″ est | « IA67013063 » |                                                                                           |      | Image manquante Téléverser                                                                  |
| Chapelle Saint-Georges de Saales                                                            | Saales                     |         | 48° 20′ 41″ nord, 7° 06′ 23″ est | « IA67013064 » |                                                                                           |      | Image manquante Téléverser                                                                  |
| Chapelle Saint-Michel de Saint-Jean-Saverne                                                 | Saint-Jean-Saverne         |         | 48° 46′ 31″ nord, 7° 21′ 48″ est | « IA00055481 » |                                                                                           |      | Chapelle Saint-Michel de Saint-Jean-Saverne                                                 |
| Chapelle Saint-Wendelin de Saint-Jean-Saverne                                               | Saint-Jean-Saverne         |         | 48° 46′ 16″ nord, 7° 21′ 56″ est | « IA00055480 » |                                                                                           |      | Chapelle Saint-Wendelin de Saint-Jean-Saverne                                               |
| Chapelle Saint-Jacques de l'abbaye Sainte-Marie de Niedermunster                            | Saint-Nabor                |         | 48° 26′ 08″ nord, 7° 24′ 39″ est | « PA00084923 » | Classé MH                                                                                 | 1898 | Chapelle Saint-Jacques de l'abbaye Sainte-Marie de Niedermunster                            |
| Chapelle Saint-Nicolas de l'abbaye Sainte-Marie de Niedermunster                            | Saint-Nabor                |         | 48° 26′ 08″ nord, 7° 24′ 39″ est | « PA00084924 » | Classé MH                                                                                 | 1846 | Chapelle Saint-Nicolas de l'abbaye Sainte-Marie de Niedermunster                            |
| Chapelle des comtes d'Andlau d'Ittenwiller                                                  | Saint-Pierre               |         | à géolocaliser                   |                |                                                                                           |      | Image manquante Téléverser                                                                  |
| Chapelle des Missions Africaines de Saint-Pierre                                            | Saint-Pierre               |         | à géolocaliser                   |                |                                                                                           |      | Image manquante Téléverser                                                                  |
| Chapelle dite Hilfskapelle de Saint-Pierre-Bois                                             | Saint-Pierre-Bois          |         | 48° 19′ 51″ nord, 7° 21′ 39″ est | « IA67010411 » |                                                                                           |      | Chapelle dite Hilfskapelle de Saint-Pierre-Bois                                             |
| Chapelle du cimetière de Salmbach                                                           | Salmbach                   |         | 48° 58′ 30″ nord, 8° 04′ 50″ est |                |                                                                                           |      | Chapelle du cimetière de Salmbach                                                           |
| Chapelle Saint-Materne de Sand                                                              | Sand                       |         | 48° 21′ 57″ nord, 7° 37′ 20″ est | « IA00023731 » |                                                                                           |      | Chapelle Saint-Materne de Sand                                                              |
| Chapelle Saint-Pierre-et-Saint-Paul de Sand                                                 | Sand                       |         | à géolocaliser                   |                |                                                                                           |      | Image manquante Téléverser                                                                  |
| Chapelle Saint-Louis de Sarre-Union                                                         | Sarre-Union                |         | 48° 56′ 25″ nord, 7° 05′ 18″ est | « IA67005918 » |                                                                                           |      | Chapelle Saint-Louis de Sarre-Union                                                         |
| Chapelle Notre-Dame-des-Douleurs de Bénaville                                               | Saulxures                  |         | à géolocaliser                   |                |                                                                                           |      | Image manquante Téléverser                                                                  |
| Chapelle du château du Haut-Barr de Saverne                                                 | Saverne                    |         | 48° 43′ 30″ nord, 7° 20′ 19″ est | « IA00055462 » |                                                                                           |      | Chapelle du château du Haut-Barr de Saverne                                                 |
| Chapelle du cimetière de Saverne                                                            | Saverne                    |         | 48° 44′ 20″ nord, 7° 22′ 11″ est |                |                                                                                           |      | Image manquante Téléverser                                                                  |
| Chapelle Sainte-Catherine de Saverne                                                        | Saverne                    |         | à géolocaliser                   |                |                                                                                           |      | Image manquante Téléverser                                                                  |
| Chapelle Saint-Florent de Saverne                                                           | Saverne                    |         | à géolocaliser                   |                |                                                                                           |      | Image manquante Téléverser                                                                  |
| Chapelle Saint-Michel de Saverne                                                            | Saverne                    |         | à géolocaliser                   |                |                                                                                           |      | Image manquante Téléverser                                                                  |
| Chapelle Notre-Dame-des-Sept-Douleurs de Saverne                                            | Saverne                    |         | 48° 44′ 20″ nord, 7° 22′ 11″ est | « IA00055452 » |                                                                                           |      | Chapelle Notre-Dame-des-Sept-Douleurs de Saverne                                            |
| Chapelle Saint-Blaise de Schaeffersheim                                                     | Schaeffersheim             |         | à géolocaliser                   |                |                                                                                           |      | Image manquante Téléverser                                                                  |
| Chapelle dite Dirre Herrgott de Scharrachbergheim-Irmstett                                  | Scharrachbergheim-Irmstett |         | à géolocaliser                   |                |                                                                                           |      | Chapelle dite Dirre Herrgott de Scharrachbergheim-Irmstett                                  |
| Chapelle Sainte-Odile de Scherwiller                                                        | Scherwiller                |         | 48° 17′ 13″ nord, 7° 25′ 36″ est | « IA00124542 » |                                                                                           |      | Chapelle Sainte-Odile de Scherwiller                                                        |
| Chapelle Notre-Dame-du-Rosaire de Kientzville                                               | Scherwiller                |         | 48° 18′ 06″ nord, 7° 26′ 14″ est |                |                                                                                           |      | Chapelle Notre-Dame-du-Rosaire de Kientzville                                               |
| Chapelle Saint-Wolfgang de Scherwiller                                                      | Scherwiller                |         | à géolocaliser                   |                |                                                                                           |      | Chapelle Saint-Wolfgang de Scherwiller                                                      |
| Chapelle Tannelkreuz de Scherwiller                                                         | Scherwiller                |         | à géolocaliser                   |                |                                                                                           |      | Chapelle Tannelkreuz de Scherwiller                                                         |
| Chapelle de l'Alumnat Sainte-Odile de Scherwiller                                           | Scherwiller                |         | à géolocaliser                   |                |                                                                                           |      | Chapelle de l'Alumnat Sainte-Odile de Scherwiller                                           |
| Ancienne chapelle du château de Ramstein                                                    | Scherwiller                |         | 48° 17′ 32″ nord, 7° 23′ 16″ est |                |                                                                                           |      | Ancienne chapelle du château de Ramstein                                                    |
| Chapelle du couvent Saint-Charles de Schiltigheim                                           | Schiltigheim               |         | 48° 36′ 17″ nord, 7° 44′ 26″ est |                |                                                                                           |      | Image manquante Téléverser                                                                  |
| Chapelle du cimetière de Schirmeck                                                          | Schirmeck                  |         | à géolocaliser                   |                |                                                                                           |      | Image manquante Téléverser                                                                  |
| Chapelle de Schnersheim                                                                     | Schnersheim                |         | 48° 39′ 29″ nord, 7° 33′ 59″ est |                |                                                                                           |      | Chapelle de Schnersheim                                                                     |
| Chapelle de la Sainte-Croix de Schwenheim                                                   | Schwenheim                 |         | 48° 42′ 42″ nord, 7° 24′ 46″ est | « IA67007642 » |                                                                                           |      | Chapelle de la Sainte-Croix de Schwenheim                                                   |
| Chapelle de Schœnenbourg                                                                    | Schœnenbourg               |         | 48° 56′ 55″ nord, 7° 54′ 49″ est |                |                                                                                           |      | Chapelle de Schœnenbourg                                                                    |
| Chapelle Notre-Dame-de-la-Visitation de Siegen                                              | Siegen                     |         | 48° 56′ 42″ nord, 8° 01′ 50″ est | « IA67007480 » |                                                                                           |      | Chapelle Notre-Dame-de-la-Visitation de Siegen                                              |
| Chapelle de Singrist                                                                        | Sommerau                   |         | 48° 40′ 18″ nord, 7° 23′ 11″ est |                |                                                                                           |      | Image manquante Téléverser                                                                  |
| Chapelle Notre-Dame de Birkenwald                                                           | Sommerau                   |         | 48° 39′ 36″ nord, 7° 20′ 37″ est | « IA67007709 » |                                                                                           |      | Chapelle Notre-Dame de Birkenwald                                                           |
| Chapelle du cimetière de Soufflenheim                                                       | Soufflenheim               |         | 48° 50′ 11″ nord, 7° 57′ 59″ est |                |                                                                                           |      | Chapelle du cimetière de Soufflenheim                                                       |
| Chapelle Saint-Amand de Soultz-les-Bains                                                    | Soultz-les-Bains           |         | à géolocaliser                   |                |                                                                                           |      | Image manquante Téléverser                                                                  |
| Chapelle de Soultz-les-Bains                                                                | Soultz-les-Bains           |         | à géolocaliser                   |                |                                                                                           |      | Chapelle de Soultz-les-Bains                                                                |
| Chapelle Saint-Apollinaire de Sparsbach                                                     | Sparsbach                  |         | 48° 52′ 45″ nord, 7° 24′ 44″ est | « IA67006818 » |                                                                                           |      | Chapelle Saint-Apollinaire de Sparsbach                                                     |
| Chapelle du cimetière de Steige                                                             | Steige                     |         | 48° 21′ 28″ nord, 7° 14′ 34″ est | « PA00085008 » | Inscrit MH Baptistère                                                                     | 1935 | Chapelle du cimetière de Steige                                                             |
| Chapelle de Steinbourg                                                                      | Steinbourg                 |         | à géolocaliser                   |                |                                                                                           |      | Chapelle de Steinbourg                                                                      |
| Chapelle de l'institut des aveugles de Still                                                | Still                      |         | à géolocaliser                   |                |                                                                                           |      | Image manquante Téléverser                                                                  |
| Chapelle du Sacré-Cœur de Stotzheim                                                         | Stotzheim                  |         | à géolocaliser                   |                |                                                                                           |      | Image manquante Téléverser                                                                  |
| Chapelle funéraire dite chapelle d'Andlau de Stotzheim                                      | Stotzheim                  |         | à géolocaliser                   |                |                                                                                           |      | Image manquante Téléverser                                                                  |
| Chapelle de la Rencontre de Strasbourg                                                      | Strasbourg                 |         | 48° 34′ 20″ nord, 7° 47′ 45″ est |                |                                                                                           |      | Chapelle de la Rencontre de Strasbourg                                                      |
| Chapelle de Garnison de Strasbourg                                                          | Strasbourg                 |         | 48° 35′ 11″ nord, 7° 45′ 05″ est |                |                                                                                           |      | Chapelle de Garnison de Strasbourg                                                          |
| Chapelle des Diaconesses de Strasbourg                                                      | Strasbourg                 |         | 48° 34′ 37″ nord, 7° 44′ 38″ est |                |                                                                                           |      | Chapelle des Diaconesses de Strasbourg                                                      |
| Chapelle Saint-Erhard de Strasbourg                                                         | Strasbourg                 |         | 48° 34′ 38″ nord, 7° 44′ 57″ est |                |                                                                                           |      | Chapelle Saint-Erhard de Strasbourg                                                         |
| Chapelle de la Toussaint de Strasbourg                                                      | Strasbourg                 |         | 48° 35′ 14″ nord, 7° 44′ 43″ est |                |                                                                                           |      | Chapelle de la Toussaint de Strasbourg                                                      |
| Chapelle Notre-Dame du Wacken                                                               | Strasbourg                 |         | 48° 35′ 42″ nord, 7° 45′ 49″ est |                |                                                                                           |      | Image manquante Téléverser                                                                  |
| Chapelle Sainte-Anne de Strasbourg-Robertsau                                                | Strasbourg                 |         | 48° 36′ 53″ nord, 7° 47′ 12″ est |                |                                                                                           |      | Chapelle Sainte-Anne de Strasbourg-Robertsau                                                |
| Chapelle de la clinique Sainte-Barbe de Strasbourg                                          | Strasbourg                 |         | 48° 34′ 54″ nord, 7° 44′ 06″ est |                |                                                                                           |      | Chapelle de la clinique Sainte-Barbe de Strasbourg                                          |
| Chapelle Notre-Dame-des-Mineurs de Strasbourg                                               | Strasbourg                 |         | 48° 35′ 15″ nord, 7° 44′ 37″ est |                |                                                                                           |      | Image manquante Téléverser                                                                  |
| Chapelle de la communauté des Sœurs de Marie-Réparatrice de Strasbourg                      | Strasbourg                 |         | 48° 34′ 38″ nord, 7° 44′ 43″ est |                |                                                                                           |      | Image manquante Téléverser                                                                  |
| Chapelle de la Sainte-Croix de Strasbourg                                                   | Strasbourg                 |         | à géolocaliser                   |                |                                                                                           |      | Image manquante Téléverser                                                                  |
| Chapelle Saint-François de Strasbourg                                                       | Strasbourg                 |         | à géolocaliser                   |                |                                                                                           |      | Image manquante Téléverser                                                                  |
| Chapelle Notre-Dame-du-Très-Saint-Rosaire de Strasbourg                                     | Strasbourg                 |         | 48° 35′ 19″ nord, 7° 44′ 45″ est |                |                                                                                           |      | Chapelle Notre-Dame-du-Très-Saint-Rosaire de Strasbourg                                     |
| Chapelle Saint-Jean-Baptiste de Strasbourg                                                  | Strasbourg                 |         | 48° 34′ 56″ nord, 7° 45′ 05″ est |                |                                                                                           |      | Chapelle Saint-Jean-Baptiste de Strasbourg                                                  |
| Chapelle de l'ancienne clinique Sainte-Odile de Strasbourg                                  | Strasbourg                 |         | 48° 33′ 56″ nord, 7° 45′ 29″ est |                |                                                                                           |      | Chapelle de l'ancienne clinique Sainte-Odile de Strasbourg                                  |
| Chapelle de l'école Joie de vivre de Strasbourg                                             | Strasbourg                 |         | 48° 34′ 36″ nord, 7° 41′ 59″ est |                |                                                                                           |      | Chapelle de l'école Joie de vivre de Strasbourg                                             |
| Chapelle Notre-Dame-des-Tilleuls de Surbourg                                                | Surbourg                   |         | 48° 55′ 04″ nord, 7° 51′ 33″ est |                |                                                                                           |      | Chapelle Notre-Dame-des-Tilleuls de Surbourg                                                |
| Chapelle de la Vierge, de Saint-Ignace et de Saint-François-Xavier de Schnellenbuhl         | Sélestat                   |         | 48° 13′ 05″ nord, 7° 29′ 56″ est | « IA00124696 » |                                                                                           |      | Chapelle de la Vierge, de Saint-Ignace et de Saint-François-Xavier de Schnellenbuhl         |
| Chapelle Notre-Dame-du-Chêne de Sélestat                                                    | Sélestat                   |         | 48° 13′ 44″ nord, 7° 27′ 51″ est |                |                                                                                           |      | Chapelle Notre-Dame-du-Chêne de Sélestat                                                    |
| Chapelle Notre-Dame-des-Neiges dite de l'Ill d'Illwald                                      | Sélestat                   |         | 48° 14′ 28″ nord, 7° 28′ 31″ est |                |                                                                                           |      | Chapelle Notre-Dame-des-Neiges dite de l'Ill d'Illwald                                      |
| Chapelle Saint-Blaise de Sélestat                                                           | Sélestat                   |         | à géolocaliser                   |                |                                                                                           |      | Image manquante Téléverser                                                                  |
| Chapelle Notre-Dame de Schwebwiller                                                         | Thal-Marmoutier            |         | à géolocaliser                   |                |                                                                                           |      | Chapelle Notre-Dame de Schwebwiller                                                         |
| Chapelle de la rue du Mosselbach de Thal-Marmoutier                                         | Thal-Marmoutier            |         | 48° 42′ 00″ nord, 7° 21′ 00″ est |                |                                                                                           |      | Chapelle de la rue du Mosselbach de Thal-Marmoutier                                         |
| Chapelle du château de Schlosshof                                                           | Thanvillé                  |         | à géolocaliser                   |                |                                                                                           |      | Image manquante Téléverser                                                                  |
| Chapelle du cimetière de Triembach-au-Val                                                   | Triembach-au-Val           |         | 48° 20′ 15″ nord, 7° 19′ 45″ est |                |                                                                                           |      | Image manquante Téléverser                                                                  |
| Chapelle de la Sainte-Trinité de Pfettisheim                                                | Truchtersheim              |         | 48° 39′ 46″ nord, 7° 38′ 29″ est | « IA67000913 » |                                                                                           |      | Chapelle de la Sainte-Trinité de Pfettisheim                                                |
| Chapelle Saint-Nicolas de Niederaltdorf                                                     | Uhlwiller                  |         | à géolocaliser                   |                |                                                                                           |      | Chapelle Saint-Nicolas de Niederaltdorf                                                     |
| Chapelle de la Vierge-Douloureuse d'Urmatt                                                  | Urmatt                     |         | à géolocaliser                   |                |                                                                                           |      | Image manquante Téléverser                                                                  |
| Chapelle Sainte-Marguerite de Valff                                                         | Valff                      |         | 48° 25′ 18″ nord, 7° 31′ 20″ est | « PA00085205 » | Inscrit MH Abside                                                                         | 1932 | Chapelle Sainte-Marguerite de Valff                                                         |
| Chapelle ossuaire de Valff                                                                  | Valff                      |         | à géolocaliser                   |                |                                                                                           |      | Chapelle ossuaire de Valff                                                                  |
| Chapelle Saint-Blaise de Valff                                                              | Valff                      |         | à géolocaliser                   |                |                                                                                           |      | Image manquante Téléverser                                                                  |
| Chapelle du cimetière de Villé                                                              | Villé                      |         | 48° 20′ 34″ nord, 7° 17′ 48″ est |                |                                                                                           |      | Chapelle du cimetière de Villé                                                              |
| Chapelle Saint-Michel d'Hinterfeld                                                          | Walbourg                   |         | 48° 53′ 02″ nord, 7° 45′ 26″ est |                |                                                                                           |      | Chapelle Saint-Michel d'Hinterfeld                                                          |
| Chapelle du cimetière de Waldolwisheim                                                      | Waldolwisheim              |         | 48° 43′ 45″ nord, 7° 26′ 12″ est |                |                                                                                           |      | Chapelle du cimetière de Waldolwisheim                                                      |
| Chapelle Sainte-Croix de Wangen                                                             | Wangen                     |         | 48° 37′ 01″ nord, 7° 28′ 01″ est | « IA67006253 » |                                                                                           |      | Chapelle Sainte-Croix de Wangen                                                             |
| Chapelle de l'Assomption d'Obersteigen                                                      | Wangenbourg-Engenthal      |         | 48° 38′ 32″ nord, 7° 18′ 22″ est |                |                                                                                           |      | Chapelle de l'Assomption d'Obersteigen                                                      |
| Chapelle du cimetière de Wangenbourg                                                        | Wangenbourg-Engenthal      |         | 48° 37′ 15″ nord, 7° 18′ 43″ est |                |                                                                                           |      | Chapelle du cimetière de Wangenbourg                                                        |
| Chapelle ossuaire de Weiterswiller                                                          | Weiterswiller              |         | 48° 51′ 10″ nord, 7° 24′ 51″ est |                |                                                                                           |      | Chapelle ossuaire de Weiterswiller                                                          |
| Chapelle Saint-Ulrich de Holtzbad                                                           | Westhouse                  |         | 48° 24′ 26″ nord, 7° 33′ 58″ est | « IA00023470 » |                                                                                           |      | Chapelle Saint-Ulrich de Holtzbad                                                           |
| Chapelle Saint-Médard de Willgottheim                                                       | Willgottheim               |         | à géolocaliser                   |                |                                                                                           |      | Chapelle Saint-Médard de Willgottheim                                                       |
| Chapelle Saint-Wendelin de Willgottheim                                                     | Willgottheim               |         | à géolocaliser                   |                |                                                                                           |      | Chapelle Saint-Wendelin de Willgottheim                                                     |
| Chapelle du cimetière de Willgottheim                                                       | Willgottheim               |         | 48° 40′ 14″ nord, 7° 30′ 35″ est |                |                                                                                           |      | Chapelle du cimetière de Willgottheim                                                       |
| Chapelle Notre-Dame-de-l'Immaculée-Conception de Windstein                                  | Windstein                  |         | à géolocaliser                   |                |                                                                                           |      | Chapelle Notre-Dame-de-l'Immaculée-Conception de Windstein                                  |
| Chapelle de Wingen-sur-Moder                                                                | Wingen-sur-Moder           |         | 48° 55′ 26″ nord, 7° 22′ 33″ est |                |                                                                                           |      | Chapelle de Wingen-sur-Moder                                                                |
| Chapelle Raymond Douvier de Hersbach                                                        | Wisches                    |         | 48° 30′ 07″ nord, 7° 15′ 10″ est | « IA67013054 » |                                                                                           |      | Image manquante Téléverser                                                                  |
| Chapelle Sainte-Anne de Wisches                                                             | Wisches                    |         | 48° 30′ 28″ nord, 7° 15′ 37″ est | « IA67013055 » |                                                                                           |      | Image manquante Téléverser                                                                  |
| Chapelle funéraire de la famille Ganier-Hugues                                              | Wisches                    |         | 48° 30′ 31″ nord, 7° 15′ 58″ est | « IA67013052 » |                                                                                           |      | Chapelle funéraire de la famille Ganier-Hugues                                              |
| Chapelle Saints-Pierre-et-Paul de Wissembourg                                               | Wissembourg                |         | 49° 02′ 15″ nord, 7° 56′ 32″ est | « PA00085243 » | Classé MH                                                                                 | 1973 | Chapelle Saints-Pierre-et-Paul de Wissembourg                                               |
| Chapelle Notre-Dame de Wissembourg                                                          | Wissembourg                |         | 49° 02′ 37″ nord, 7° 54′ 13″ est | « IA67008234 » |                                                                                           |      | Chapelle Notre-Dame de Wissembourg                                                          |
| Chapelle Notre-Dame-des-Douleurs de Wittersheim                                             | Wittersheim                |         | à géolocaliser                   |                |                                                                                           |      | Chapelle Notre-Dame-des-Douleurs de Wittersheim                                             |
| Chapelle Saint-Denis de Wolxheim                                                            | Wolxheim                   |         | 48° 34′ 14″ nord, 7° 30′ 20″ est |                |                                                                                           |      | Chapelle Saint-Denis de Wolxheim                                                            |
| Chapelle Saint-Armuth de Wolxheim                                                           | Wolxheim                   |         | 48° 33′ 45″ nord, 7° 30′ 35″ est |                |                                                                                           |      | Chapelle Saint-Armuth de Wolxheim                                                           |
| Chapelle de l'Immaculée-Conception de Wolxheim                                              | Wolxheim                   |         | à géolocaliser                   |                |                                                                                           |      | Image manquante Téléverser                                                                  |
| Chapelle Saint-Amand de Wolxheim                                                            | Wolxheim                   |         | 48° 34′ 11″ nord, 7° 29′ 34″ est |                |                                                                                           |      | Chapelle Saint-Amand de Wolxheim                                                            |
| Chapelle Saint-Martin du cimetière de Zellwiller                                            | Zellwiller                 |         | à géolocaliser                   |                |                                                                                           |      | Chapelle Saint-Martin du cimetière de Zellwiller                                            |
| Chapelle Sainte-Barbe de Zellwiller                                                         | Zellwiller                 |         | 48° 23′ 54″ nord, 7° 29′ 32″ est | « IA00024075 » |                                                                                           |      | Chapelle Sainte-Barbe de Zellwiller                                                         |